# Березовка (Увинський район)
Бере́зовка (рос. Берёзовка) — присілок в Увинському районі Удмуртії, Росія.

## Населення
Населення — 49 осіб (2010; 76 в 2002).
Національний склад станом на 2002 рік:
- удмурти — 82 %

## Урбаноніми[3]
- вулиці — Лісова, Лучна